# Cairo (hrabstwo Greene)
Cairo – jednostka osadnicza w Stanach Zjednoczonych, w stanie Nowy Jork, w hrabstwie Greene.